# Heliodines
Heliodines é um gênero de mariposa pertencente à família Acrolepiidae.